# Saison 1 de Night Shift
Chronologie
Saison 2
Cet article présente le guide des épisodes de la première saison de la série télévisée américaine Night Shift.

## Généralités
- Le 10 mai 2013, la série a été officiellement commandée par le réseau NBC[2].
- Au Canada, la saison a été diffusée en simultané sur le réseau Global.

## Distribution

### Acteurs principaux
- Eoin Macken (VF : Marc Arnaud) : Dr T.C. Callahan, l'ex de Jordan
- Jill Flint (VF : Marie Chevalot) : Dr Jordan Alexander, l'ex de T.C.
- Freddy Rodríguez (VF : Pascal Nowak) : Dr Michael Ragosa, le chef de l'hôpital
- Ken Leung (VF : Laurent Morteau) : Dr Topher Zia, le meilleur ami de T.C.
- Brendan Fehr (VF : Franck Lorrain) : Dr Drew Alister
- Jeananne Goossen (VF : Kelly Marot) : Dr Krista Bell-Hart, interne
- JR Lemon (en) (VF : Nessym Guetat) : infirmier Kenny Fournette
- Robert Bailey Jr. (en) (VF : Eilias Changuel) : Dr Paul Cummings, interne
- Daniella Alonso (VF : Hélène Bizot) : Dr Landry de la Cruz, la psychologue

### Acteurs récurrents et invités
- Esodie Geiger (VF : Isabelle Leprince) : infirmière Molly Ramos
- Alma Sisnero (VF : Carole Gioan) : infirmière Jocelyn Diaz
- Catharine Pilafas (VF : Aurore Bonjour) : infirmière Bardocz
- Marc Comstock : radiologue Dwayne (épisodes 1, 3, 5 et 7)
- Derek Webster : Nick (épisodes 2, 3, 7 et 8)
- Scott Wolf (VF : Cédric Dumond) : Dr Scott Clemmens, chirurgien de jour[3] (épisodes 4, 5, 6 et 8)
- Luke Macfarlane (VF : Sébastien Ossard) : Rick Lincoln, soldat[4] (épisode 6)
- Robert Hoffman : Thad, frère de T.C.[5] (épisodes 7 et 8)

## Épisodes

### Épisode 1:Bienvenue dans l'équipe de nuit
- États-Unis /  Canada : 27 mai 2014 sur NBC[6] / Global
- Québec : 4 mai 2015 sur Moi & Cie Télé[7]
- France : 
  - 12 octobre 2015 sur Série Club[8]
  - 6 avril 2016 sur TF1
- Belgique : 23 octobre 2015 sur RTL-TVI[9]

- États-Unis : 7,67 millions de téléspectateurs[10] (première diffusion)
- Canada : 985 000 téléspectateurs[11] (première diffusion + différé 7 jours)
- Belgique : 296 900 téléspectateurs[12] (première diffusion)
- France : 2,26 millions de téléspectateurs[13] (deuxième diffusion)

- Matt Greene : Bucheron
- Kevin Wiggins : Policier
- Jim Burleson : Ambulancier n°1 Victor
- Carlos Telles : Ouvrier
- Robert D. Washington : Ambulancier n°2 Carlos
- Lauren Myers : Ambulancier n°3
- Harry Zimmerman : Chirurgien
- Jason Henning : Médecin équipe de jour
- Antonya Molleur : Patiente cardiaque
- Dan Moseley : Son mari
- Jackamoe Buzzell : Patiente urgence
- Stephen Eiland : Agent de sécurité
- Darlen Hunt : Mme Palmer
- Peter Mckernan : Pilote d'hélicoptère
- Rick Vargas : Jillian Wirth

### Épisode 2:Secondes chances
- États-Unis /  Canada : 3 juin 2014 sur NBC / Global
- Québec : 11 mai 2015 sur Moi & Cie Télé
- France : 
  - 12 octobre 2015 sur Série Club
  - 6 avril 2016 sur TF1
- Belgique : 23 octobre 2015 sur RTL-TVI

- États-Unis : 6,87 millions de téléspectateurs[14] (première diffusion)
- Canada : 1,061 million de téléspectateurs[15] (première diffusion + différé 7 jours)
- Belgique : 290 700 téléspectateurs[12] (première diffusion)
- France : 1,34 million de téléspectateurs[13] (deuxième diffusion)

- Cyd Schulte : Mère d'Anthony
- Travis Hammer : marié
- Stephanie Rhodes : mariée
- Aimee Dale : Femme cheville foulée
- Sam Quinn : Junkie
- Grant James : Charles Knight
- Antonya Molleur : Patiente cardiaque
- Jean Effron : Femme âgée
- Ryan Jason Cool : Témoin au mariage
- Austin Rising : Invité au mariage
- Rick Vargas : Auxiliaire médical n°1
- Julian Thudum Jr : Auxiliaire médical n°2

### Épisode 3:Au secours de mon père
- États-Unis /  Canada : 10 juin 2014 sur NBC / Global
- Québec : 18 mai 2015 sur Moi & Cie Télé
- France : 
  - 12 octobre 2015 sur Série Club
  - 6 avril 2016 sur TF1
- Belgique : 30 octobre 2015 sur RTL-TVI

- États-Unis : 6,7 millions de téléspectateurs[16] (première diffusion)
- Canada : 1,085 million de téléspectateurs[17] (première diffusion + différé 7 jours)
- Belgique : 272 800 téléspectateurs[18] (première diffusion)
- France : 936 000 téléspectateurs[13] (deuxième diffusion)

- Todd Anderson : Henry
- Jade Kammerman : Amy
- Wray Crawford : Chasseur
- Caroline Patz : Femme armée
- Argos MacCallum : Ambulancier Victor

### Épisode 4:À l'encontre de la foi
- États-Unis /  Canada : 17 juin 2014 sur NBC / Global
- Québec : 25 mai 2015 sur Moi & Cie Télé
- France : 
  - 19 octobre 2015 sur Série Club
  - 13 avril 2016 sur TF1
- Belgique : 30 octobre 2015 sur RTL-TVI

- États-Unis : 6,25 millions de téléspectateurs[19] (première diffusion)
- Canada : 1,069 million de téléspectateurs[20] (première diffusion + différé 7 jours)
- Belgique : 264 600 téléspectateurs[18] (première diffusion)
- France : 2,15 millions de téléspectateurs (15 %)[21] (deuxième diffusion)

- Diana Gaitirira : Tammy Fraser
- Barbie Anthony : Christine
- Ricky Catter : Ricky
- Jesus Mayorga : Tony le cuistot
- Gregor Manns : Homme fort
- Matthew Sanchez : Ambulancier Price
- Tatanka Means (en) : Ambulancier Gonzalez
- Laura Love Tode : Infirmière cardiologie
- Raymond Lee Schwarz : Homme âgé

### Épisode 5:Le Nouveau Venu
- États-Unis /  Canada : 24 juin 2014 sur NBC / Global
- Québec : 1er juin 2015 sur Moi & Cie Télé
- France : 
  - 19 octobre 2015 sur Série Club
  - 13 avril 2016 sur TF1
- Belgique : 6 novembre 2015 sur RTL-TVI

- États-Unis : 5,92 millions de téléspectateurs[22] (première diffusion)
- Canada : 1,097 million de téléspectateurs[23] (première diffusion + différé 7 jours)
- France : 1,22 million de téléspectateurs (17.7 %) [21] (deuxième diffusion)

- Annelyse Kim : Lynn
- John Trejo : Pompier
- Rick Vargas : Auxiliaire médical n°1
- Miguel Martinez : « Dieu »
- Jesus Payan Jr : Ike le bookmaker
- Rene Reyes : Homme blessé à l'oreille
- Al Goto : Shérif Adjoint

### Épisode 6:L'Amour au grand jour
- États-Unis /  Canada : 1er juillet 2014 sur NBC / Global
- Québec : 8 juin 2015 sur Moi & Cie Télé
- France : 
  - 26 octobre 2015 sur Série Club
  - 13 avril 2016 sur TF1
- Belgique : 6 novembre 2015 sur RTL-TVI

- États-Unis : 6,87 millions de téléspectateurs[24] (première diffusion)
- Canada : 850 000 téléspectateurs[25] (première diffusion + différé 7 jours)
- France : 985 000 téléspectateurs (21.5 %) [21] (deuxième diffusion)

- Manny Rey : Joueur de mariachis
- Rodrigo Rojas : Julio
- Erik Gonzalez : Soldat n°1
- Kenny Miller : Soldat assis
- Rebekah Wiggins : Auxiliaire médicale
- Melanie Johnson : Infirmière Joanna
- Darlene Hunt (en) : Madame Palmer

### Épisode 7:Quand la chimie opère - Partie 1/2
- États-Unis /  Canada : 8 juillet 2014 sur NBC / Global
- Québec : 15 juin 2015 sur Moi & Cie Télé
- France : 
  - 26 octobre 2015 sur Série Club
  - 20 avril 2016 sur TF1
- Belgique : 13 novembre 2015 sur RTL-TVI

- États-Unis : 6,36 millions de téléspectateurs[26] (première diffusion)
- Canada : 1,063 million de téléspectateurs[27] (première diffusion + différé 7 jours)
- Belgique : 204 000 téléspectateurs[28] (première diffusion)

Un homme est emmené aux urgences, suspecté par la DEA d'être une mule pour de la contrefaçon de médicaments. Alors que sa vie est en danger et qu'une chirurgie importante doit lui être faite, le flic qui tentait d'obtenir des renseignements s'avère être un mechant qui ne cherche qu'à retrouver la cargaison. Plusieurs vies sont en jeu dont celles des médecins.
Paul se retrouve à devoir soigner une strip-teaseuse mais alors qu'elle lui fait une lap-dance gratuite, elle s'évanouit. Paul tente de cacher les conditions exactes du malaise de la jeune femme.

### Épisode 8:Quand la chimie opère - Partie 2/2
- États-Unis /  Canada : 15 juillet 2014 sur NBC[29] / Global
- Québec : 22 juin 2015 sur Moi & Cie Télé
- France : 
  - 26 octobre 2015 sur Série Club
  - 20 avril 2016 sur TF1
- Belgique : 13 novembre 2015 sur RTL-TVI

- États-Unis : 6,05 millions de téléspectateurs[30] (première diffusion)
- Canada : 869 000 téléspectateurs[31] (première diffusion + différé 7 jours)
- Belgique : 196 000 téléspectateurs[28] (première diffusion)